# زانوزدن ورشو
اصطلاح زانوزدن ورشو (به آلمانی: Kniefall von Warschau) به صدراعظم آلمان غربی ویلی برانت اشاره دارد که در سال ۱۹۷۰ هنگام بازدید از بنای یادمان قهرمانان گتو زانو زده و یک لحظه سکوت کرد.

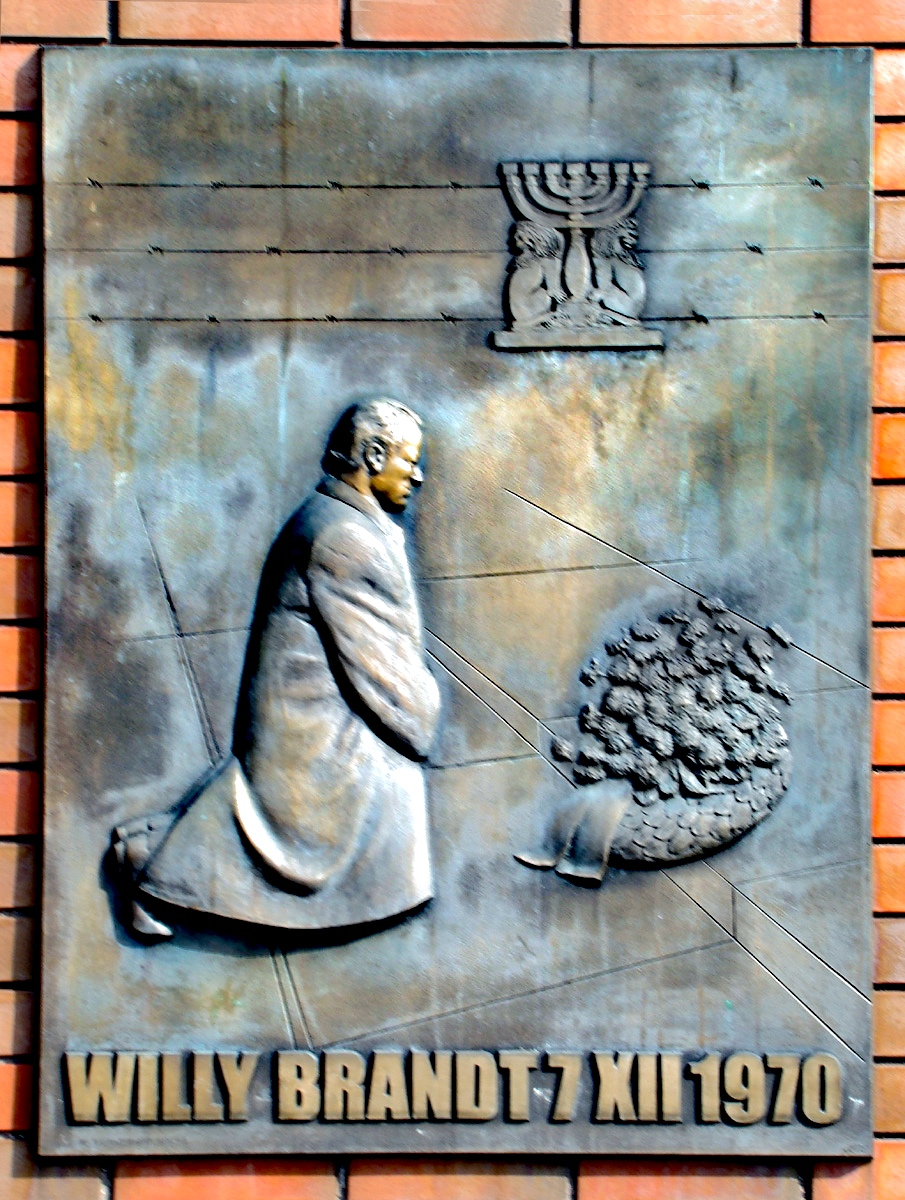
لوح برنزی در یادبود زانو زدگان

## واقعه
این رویداد در ۷ دسامبر ۱۹۷۰ در ورشو، لهستان (که در آن زمان بخشی از بلوک شرق بود)، در جریان بازدید از بنای یادبود قیام گتو ورشو در دوران اشغال توسط آلمان نازی، رخ داد. پس از گذاشتن تاج گل، ویلی برانت به‌طور غیرمنتظره و ظاهراً خود به خود زانو زد. او برای مدت کوتاهی (نیم دقیقه) در حالی که توسط گروه بزرگی از شخصیت‌ها و عکاسان مطبوعاتی احاطه شده بود، سکوت کرد. برانت فعالانه در برابر رژیم نازی مقاومت کرده بود و بیشتر زمان حکومت هیتلر را در تبعید گذرانده بود. مناسبت سفر برانت به لهستان در آن زمان، امضای معاهده ورشو بین آلمان غربی و لهستان بود که پذیرش مرزهای جدید لهستان توسط آلمان را تضمین می‌کرد. این معاهده یکی از گام‌های سیاسی بود که برانت برای کاهش تنش بین غرب و شرق در طول جنگ سرد برداشت.

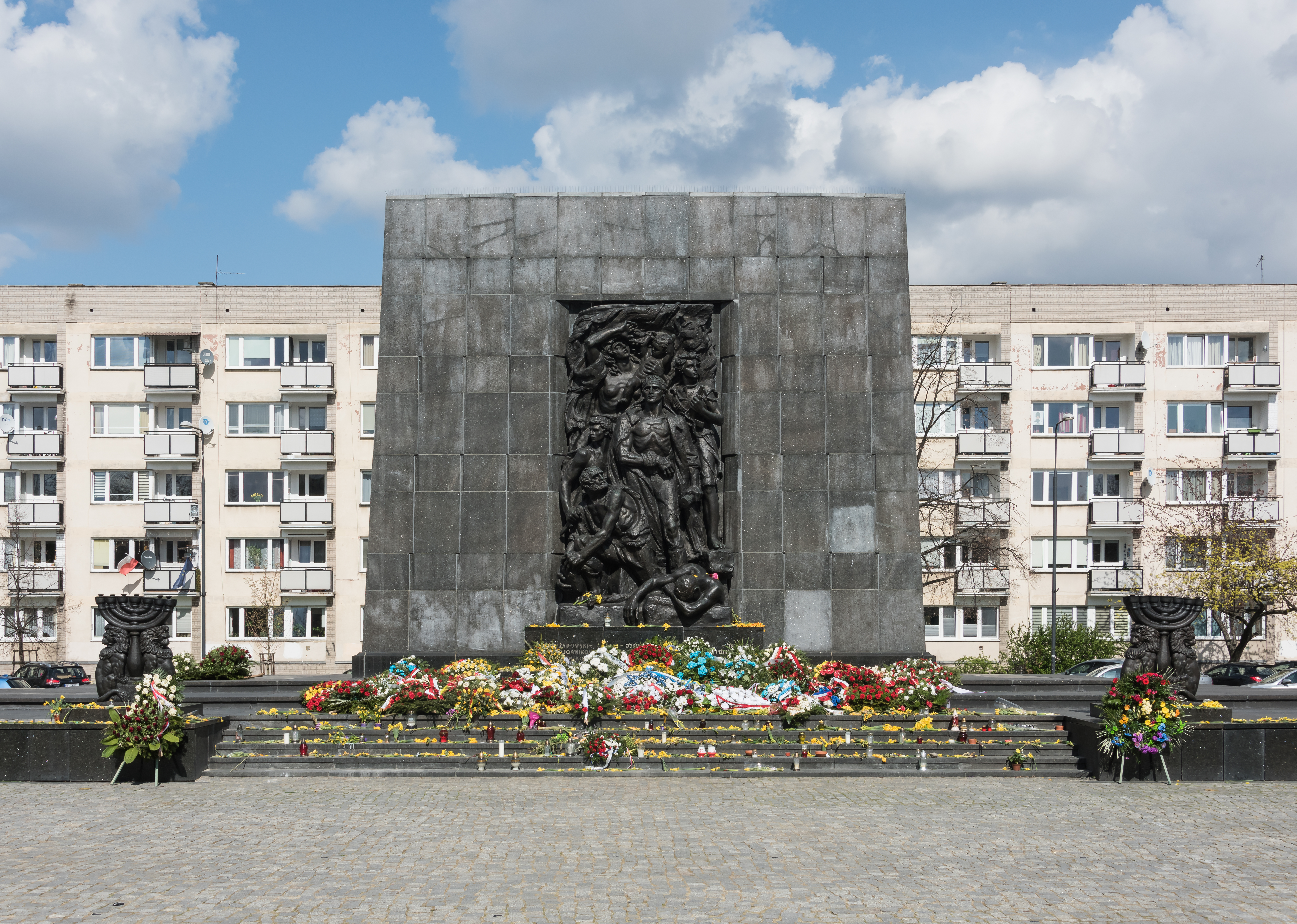
یادمان قهرمانان گتو

## واکنش‌ها

### در آلمان
در همان روز، برانت معاهده ورشو را امضا کرد که خط اودر-نیسه را به عنوان آخرین مرز آلمان با لهستان به رسمیت شناخت. هر دوی این اقدامات در آلمان جنجال برانگیخت، همان‌طور که سیاست برانت در شرق به‌طور کلی محل سؤال بود و تنها توسط اکثریت شکننده مردم حمایت می‌شد و حتی در درون حزب سوسیال دموکرات خود برانت نیز با مخالفت روبرو بود. بر اساس نظرسنجی اشپیگل در آن زمان، ۴۸٪ از کل مردم آلمان غربی فکر می‌کردند که «زانوزدن» بیش از اندازه بود، ۴۱٪ آن را مناسب و ۱۱٪ هیچ نظری نداشتند. با این حال برانت در انتخابات بعدی پیروز شد. پیروزی برانت در انتخابات بعدی، در اواخر سال ۱۹۷۲، به دلیل این دیدگاه رو به رشد در میان رای‌دهندگان آلمانی بود مبنی بر اینکه سیاست تنش زدایی با شرق برانت، که نماد اش «زانوزدن» بود، و نیز سیاست‌های اصلاح‌طلبانه داخلی او به ارتقای شهرت بین‌المللی آلمان کمک می‌کند و بنابراین باید مورد حمایت قرار گیرد. حزب او بهترین نتیجه انتخابات فدرال خود را کسب کرد.

### در سطح بین‌الملل
در حالی که در آن زمان واکنش‌های مثبت محدود بود، نشان دادن فروتنی او گامی کوچک اما حیاتی در پر کردن شکاف‌هایی بود که جنگ جهانی دوم بین آلمان و اروپای شرقی ایجاد کرده بود. از نظر تاریخی، برانت برای این عمل شهرت زیادی به دست آورد.
او در سال ۱۹۷۰ به عنوان شخص سال مجله تایم انتخاب شد و مجله «زانوزدن» را به عنوان یکی از دلایل اصلی به رسمیت شناختن او برجسته کرد و تصور می‌شود که یکی از دلایل دریافت جایزه صلح نوبل در سال ۱۹۷۱ باشد.